# Бездениця
Безде́ниця (болг. Безденица) — село в Монтанській області Болгарії. Входить до складу общини Монтана.

## Населення
За даними перепису населення 2011 року у селі проживали 336 осіб, з них 334 особи (99,4%) — болгари.
Розподіл населення за віком у 2011 році:
Динаміка населення: